# Thomas Corneille

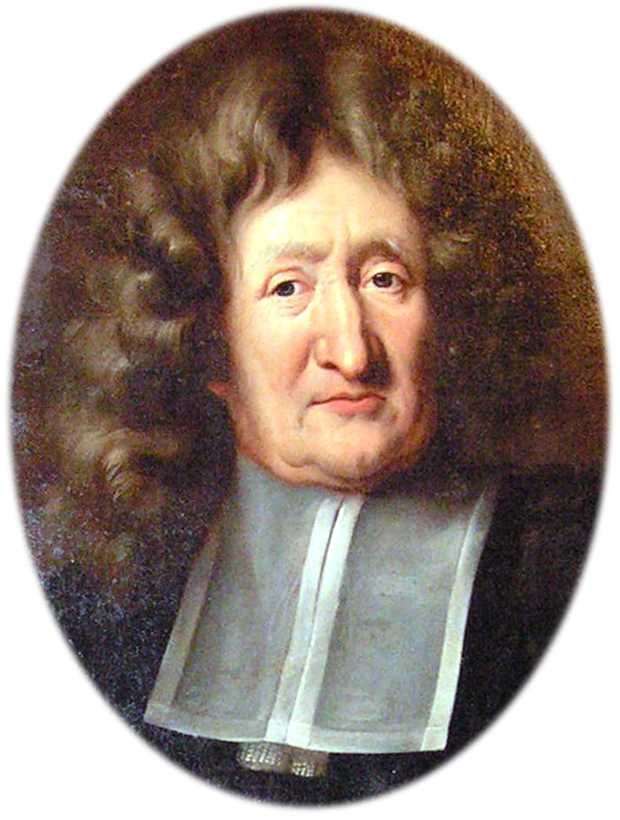
Thomas Corneille

Thomas Corneille (Rouen, França, 20 de agosto de 1625 — Les Andelys, 8 de dezembro de 1709) foi um jurista e dramaturgo francês, irmão de Pierre Corneille.
Foi nomeado membro da Academia Francesa de Letras em 1685, substituindo seu irmão na cadeira de nº 14.

## Biografia
Nascido em Rouen cerca de dezenove anos depois de seu irmão Pierre, o "grande Corneille", a habilidade de Thomas como poeta parece ter se mostrado cedo. Aos quinze anos, ele compôs uma peça em latim que foi encenada por seus colegas na escola jesuíta de Rouen, o Collège de Bourbon (agora o Lycée Pierre Corneille). Sua primeira peça em língua francesa, Les Engagements du hasard, foi provavelmente apresentada pela primeira vez no Hôtel de Bourgogne em 1647, embora não tenha sido publicada até 1656. Le Feint Astrologue, imitado do espanhol de Pedro Calderón de la Barca, e ele próprio imitado em An Evening's Love de Dryden, veio no ano seguinte.
Após a morte de seu irmão, Thomas sucedeu sua cadeira vaga na Académie française. Ele então voltou sua atenção para a filologia, produzindo uma nova edição dos Remarques de CF Vaugelas em 1687. Seu Le Dictionnaire des Arts et des Sciences apareceu pela primeira vez em 1694 como um suplemento da primeira edição de Le dictionnaire de l'Academie françoise - também publicado naquele ano - e como um concorrente do Dictionaire universel de Furetière de 1690. O Dictionnaire de Corneille é considerado por Kafker como uma das nove enciclopédias notáveis dos séculos XVII e XVIII que precederam a Encyclopédie de Diderot e d'Alembert's Encyclopédie.
Uma tradução completa das Metamorfoses de Ovídio (ele havia publicado seis livros com as Epístolas Heróicas alguns anos antes) seguiu em 1697.
Em 1704, ele perdeu a visão e foi constituído um "veterano", uma dignidade que lhe deu os privilégios de um acadêmico, ao mesmo tempo em que o isentava dos deveres. Ele não permitiu que sua cegueira interrompesse seu trabalho, no entanto, e em 1708 produziu um grande Dictionnaire universel géographique et historique em três volumes fólio. Este foi seu último grande trabalho. Ele morreu em Les Andelys aos oitenta e quatro anos.

## Lugar na literatura francesa
Thomas Corneille tem sido muitas vezes considerado como alguém que, se não fosse seu sobrenome, não mereceria atenção. Outros acham que ele teve o azar de ter um irmão (Pierre Corneille) que o superou, como ele teria ofuscado quase qualquer outro. Em 1761 Voltaire escreveu sobre Thomas Corneille: 'si vous exceptez Racine, auquel il ne faut comparer personne, il était le seul de son temps qui fût digne d'être le premier au-dessous de son frère' (se você exceto Racine, a quem ninguém pode ser comparado, foi o primeiro de seu tempo digno de estar atrás de seu irmão).

## Obras
- Les Engagements du hasard (1647)
- Le Feint astrologue (1648)
- Don Bertrand de Cigarral (1650)
- L'Amour à la mode (1651)
- Le Charme de la voix (1653)
- Les Illustres ennemis (1654)
- Le Geolier de soi-même (1655)
- Timocrate (1656)
- Bérénice (1657)
- La Mort de l'empereur Commode (1658)
- Stilicon (1660)
- Le Galant doublé (1660)
- Camma (1661)
- Maximian (1662)
- Persée et Démétrius (1663)
- Antiochus (1666)
- Laodice (1668)
- Le Baron d'Albikrac (1668)
- La Mort d'Annibal (1669)
- La Comtesse d'Orgueil (1670)
- Ariane (1672)
- La Mort d’Achille (1673).
- Don César D'Avalos (1674)
- Circé (1675)
- L'Inconnu (1675)
- Le Festin de pierre (1677)
- Le Triomphe des dames (1676)
- Le Comte d'Essex (1678)
- La Devineresse (1679)
- Bradamante (1695)